# Saint-Georges-de-Noisné

Saint-Georges-de-Noisné este o comună în departamentul Deux-Sèvres, Franța. În 2009 avea o populație de 702 de locuitori.